# زیردریایی یو-۱۴۱ (۱۹۴۰)
زیردریایی یو-۱۴۱ (۱۹۴۰) (به انگلیسی: German submarine U-141 (1940)) یک زیردریایی بود که طول آن ۴۳٫۹۷ متر (۱۴۴ فوت ۳ اینچ) بود. این زیردریایی در سال ۱۹۴۰ ساخته شد.